# Duff Hill
Duff Hill (en irlandais : Cnoc Dubh, littéralement « colline noire ») est le douzième plus haut sommet des montagnes de Wicklow, avec 720 mètres d'altitude, en Irlande.